# رالف مانزا
رالف مانزا (به انگلیسی: Ralph Manza) (زاده ۱ دسامبر ۱۹۲۱-درگذشته ۳۱ ژانویه ۲۰۰۰) بازیگر آمریکایی بود.
از فیلم‌های معروف او می‌توان به بازی در گودزیلا، نمی‌تواند بهشت باشد و ای‌ئی‌اس هادسن استریت اشاره کرد.